# Hettingen
Hettingen là một thị trấn thuộc huyện Sigmaringen, bang Baden-Württemberg, Đức. Nơi đây nằm cách Sigmaringen 14 km về phía bắc.

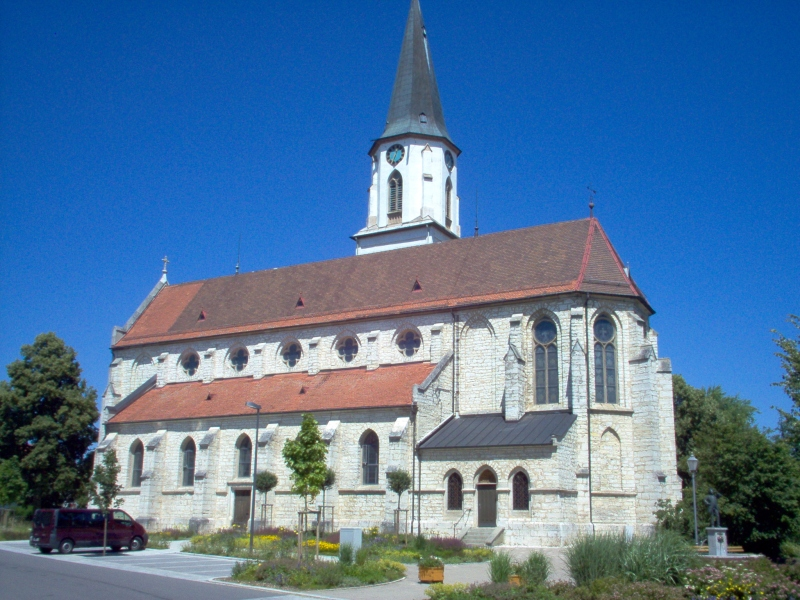
Nhà thờ St. Martin Inneringen